# Camanongue
Camanongue, en portugués Kamanongue, es una comuna y también un municipio (Concelho de Camanongue) de la provincia de Moxico,  en el este de Angola, región fronteriza con la República Democrática del Congo y con Zambia. 

## Geografía
El término tiene una extensión superficial de 2 783  km² y una población de 18 094 habitantes.
Linda al norte con la provincia de Lunda del Sur,  municipios de  Dala; al este con el de Lumeje; al sur con el de Léua;
y al oeste con el de Moxico.

## Comunas
Este municipio agrupa una única comuna:
- Camanongue, sede.